# Gmina Miłoradz
Die Gmina Miłoradz ist eine Landgemeinde im Powiat Malborski (deutsch Marienburg) der polnischen Woiwodschaft Pommern. Sie hat eine Fläche von 93,75 km², auf der 3341 Menschen leben (31. Dezember 2020). Ihr Sitz ist das gleichnamige Dorf (Mielenz).

## Geographie

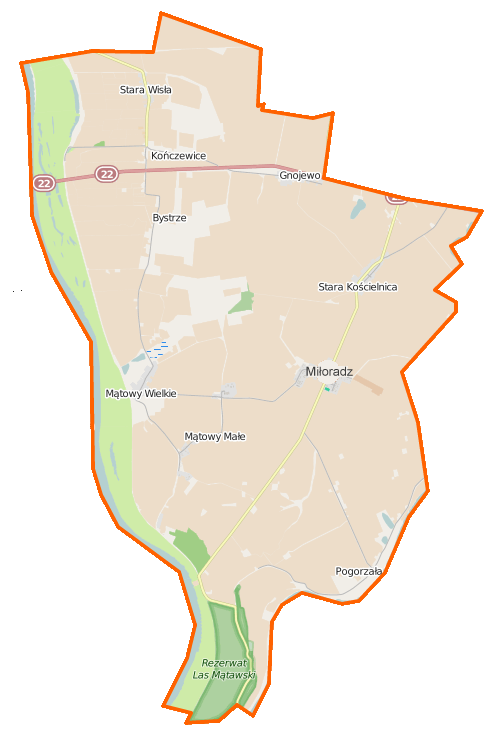
Karte der Landgemeinde Miłoradz

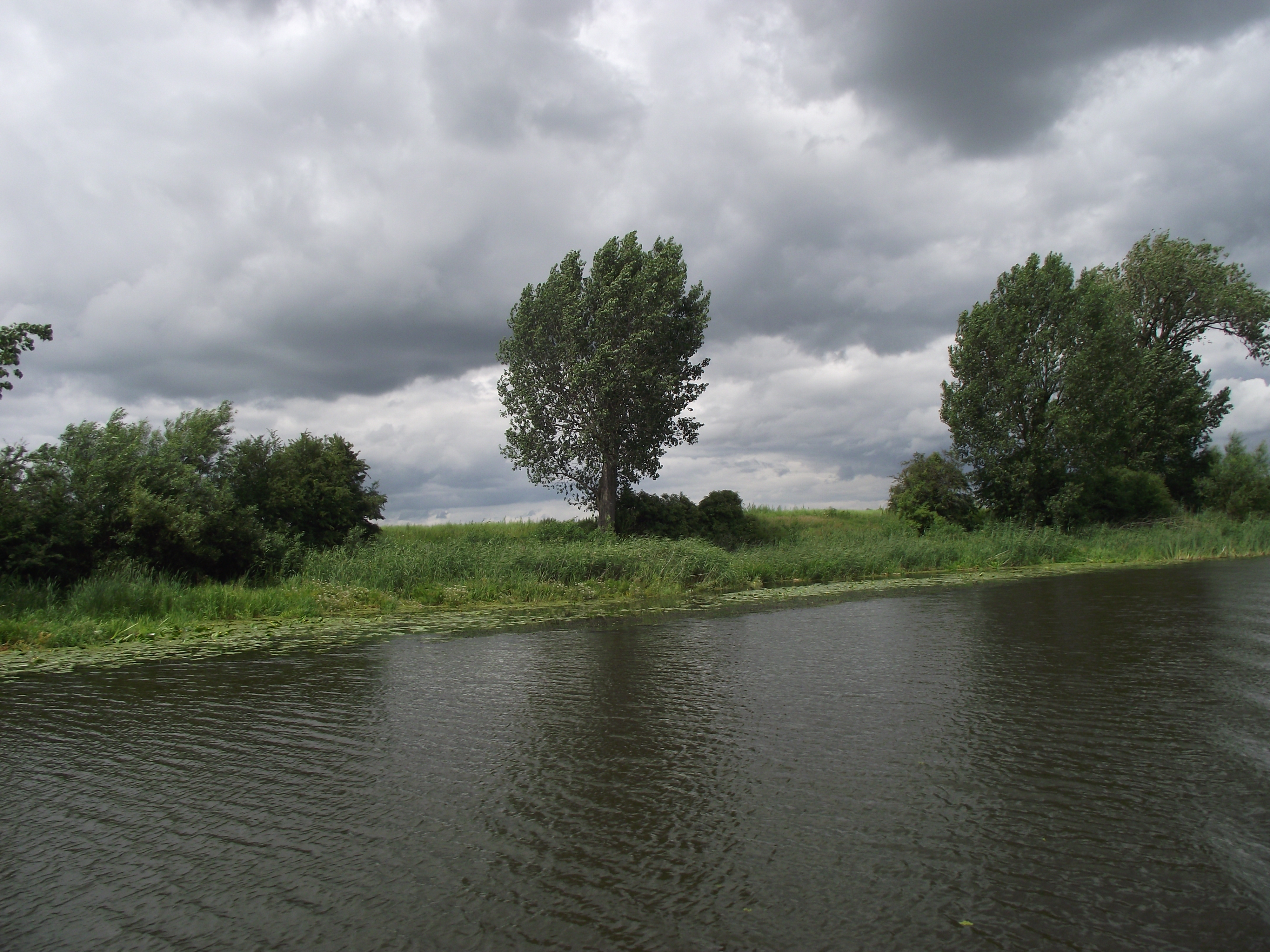
Partie an der Nogat

Die Landgemeinde liegt im Gebiet des Großen Marienburger Werders im ehemaligen Westpreußen. Nachbargemeinden sind die Landgemeinden Malbork, Lichnowy, Pelplin, Subkowy, Sztum und Tczew (Dirschau). Von der Fläche werden 82 % landwirtschaftlich genutzt, 3 % sind Wald. Es gibt mehrere Naturschutzgebiete. Das Gebiet der Landgemeinde wird von den Flüssen Weichsel und Nogat begrenzt.

## Geschichte
In den Jahren 1975–1998 gehörte Miłoradz zur Woiwodschaft Elbląg.

### Gmina Mątowy Wielkie
Von 1945 bis 1954 bestand die Gmina Mątowy Wielkie mit Sitz im gleichnamigen Dorf.

## Gemeindegliederung

### Schulzenämter
Zur Landgemeinde Miłoradz gehören die in der Tabelle aufgeführten neun Ortschaften mit jeweils einem Schulzenamt.
| polnischer Name   | deutscher Name (bis 1945)  | Einw. (2006) | Lage   | Bild                                         |
| ----------------- | -------------------------- | ------------ | ------ | -------------------------------------------- |
| Bystrze           | Biesterfelde               | 220          | (Lage) | Vorlaubenhaus in Bystrze                     |
| Gnojewo           | Gnojau                     | 240          | (Lage) | Ruine der evangelischen Kirche in Gnojewo    |
| Kończewice        | Kunzendorf                 | 700          | (Lage) | Kirche in Kończewice                         |
| Mątowy Małe       | Klein Montau               | 200          | (Lage) | Straße bei Mątowy Małe                       |
| Mątowy Wielkie    | Groß Montau                | 353          | (Lage) | Ortseinfahrt in Mątowy Wielkie               |
| Miłoradz          | Mielenz                    | 240          | (Lage) | Ruine der evangelischen Kirche in Miłoradz   |
| Pogorzała Wieś    | Wernersdorf                | 400          | (Lage) | Grenzstein in Pogorzała Wieś                 |
| Stara Kościelnica | Altmünsterberg             | 250          | (Lage) | Straße in Stara Kościelnica                  |
| Stara Wisła       | Alt Weichsel (Altweichsel) | 190          | (Lage) | Ehemaliger Mennonitenfriedhof in Stara Wisła |

### Weitere Ortschaften der Gemeinde
Weitere Orte der Landgemeinde sind: Cyganki (Ziegahnen), Kłosowo (Klossowo), Rękowo (Adlig Renkau) und Siedlungen der Dörfer Mątowy Wielkie, Miłoradz und Stara Wisła.

## Denkmalgeschützte Sehenswürdigkeiten
- Pfarrkirche in Gnojewo
- Ruine der evangelischen Kirche in Gnojewo, 14., 15. und 19. Jahrhundert
- Pfarrkirche in Kończewice, 14. und 15. Jahrhundert
- Pfarrkirche in Mątowy Wielkie, 1340
- Pfarrkirche in Miłoradz, 14. und 15. Jahrhundert; Friedhof etc.
- Pfarrkirche in Stara Kościelnica, 1400 und 1816
- Friedhofsgruft in Bystrze, 14. Jahrhundert
- Vorlaubenhaus in Bystrze

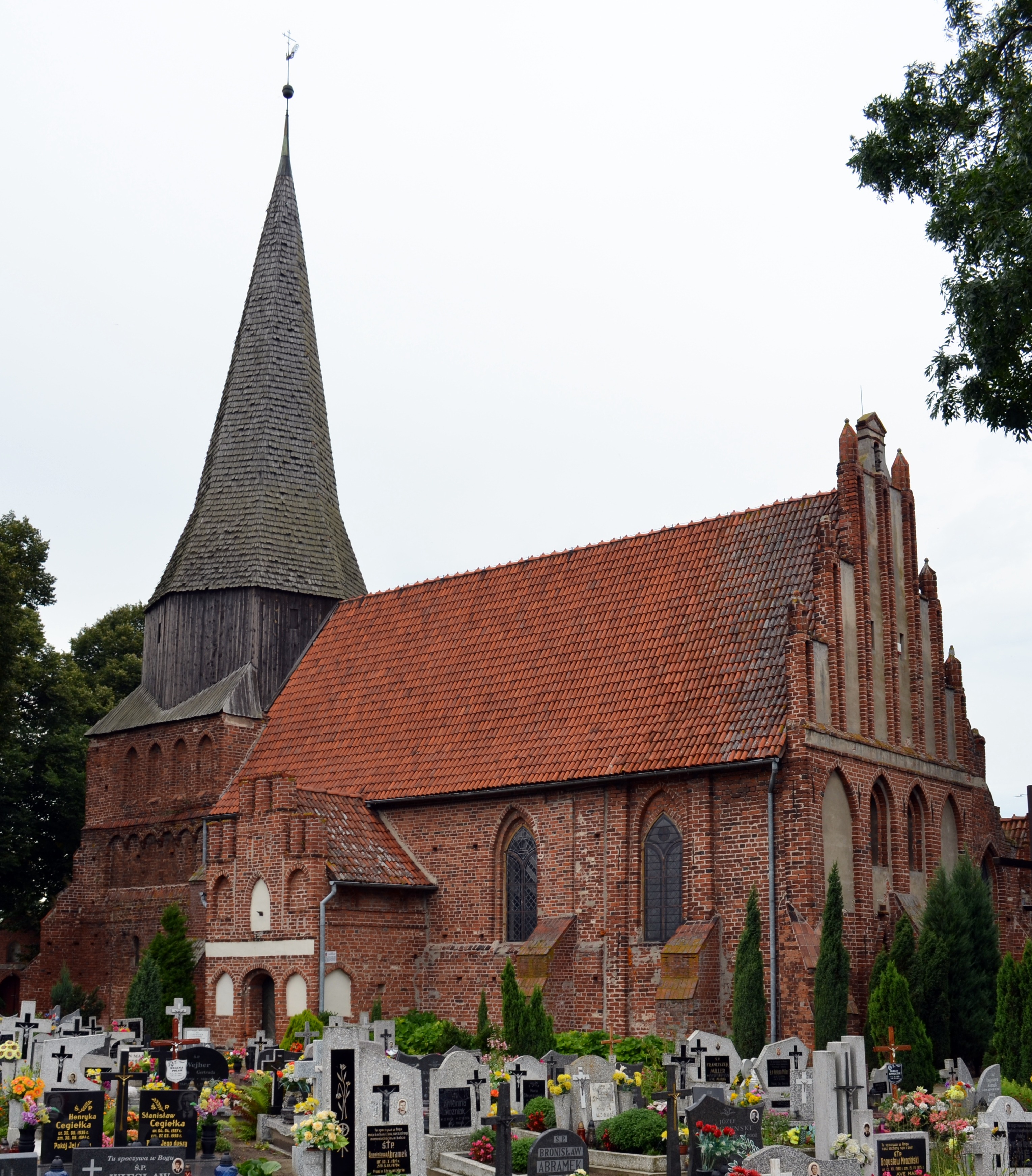
Kirche in Mątowy Wielkie
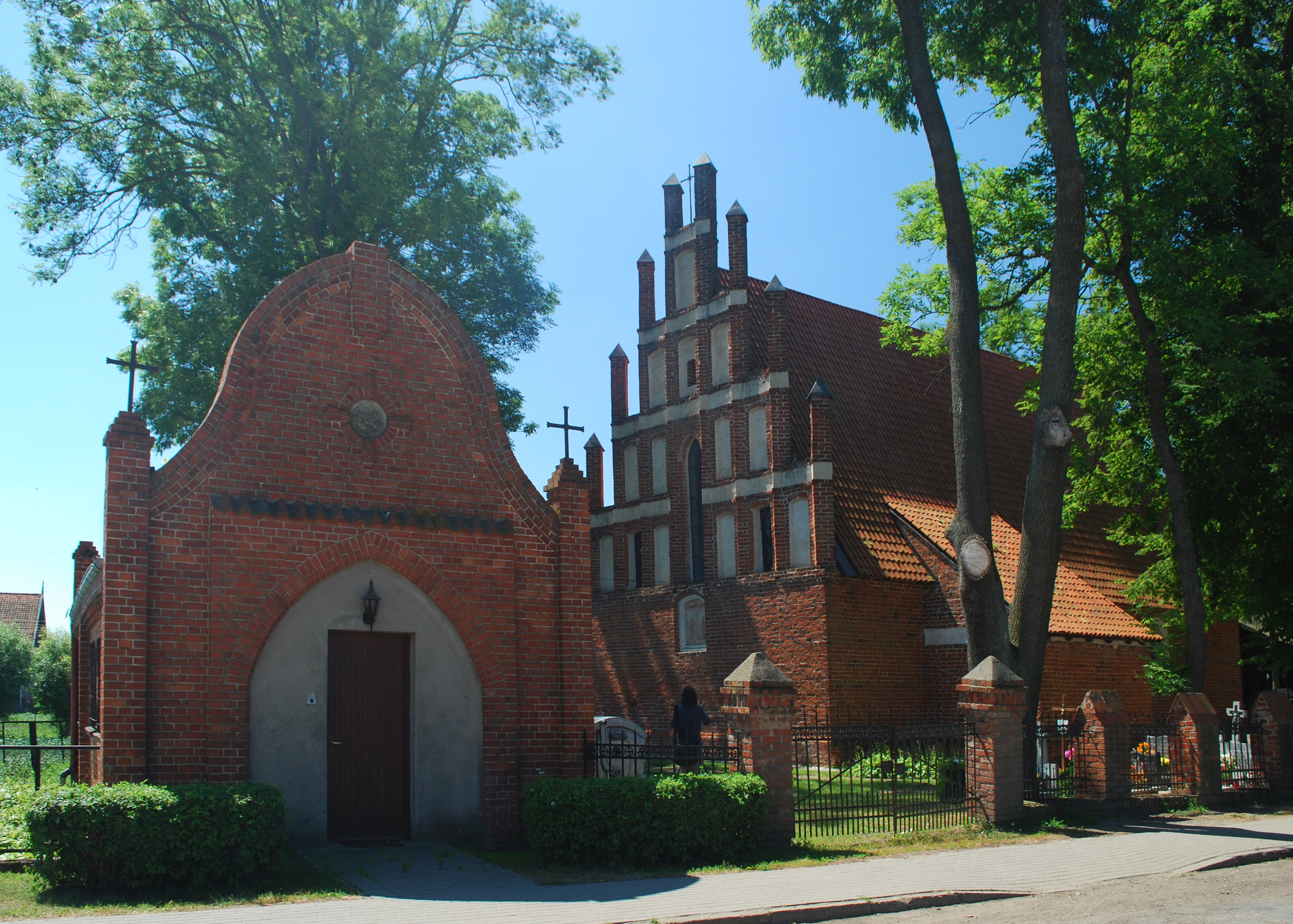
Pfarrkirche in Miłoradz
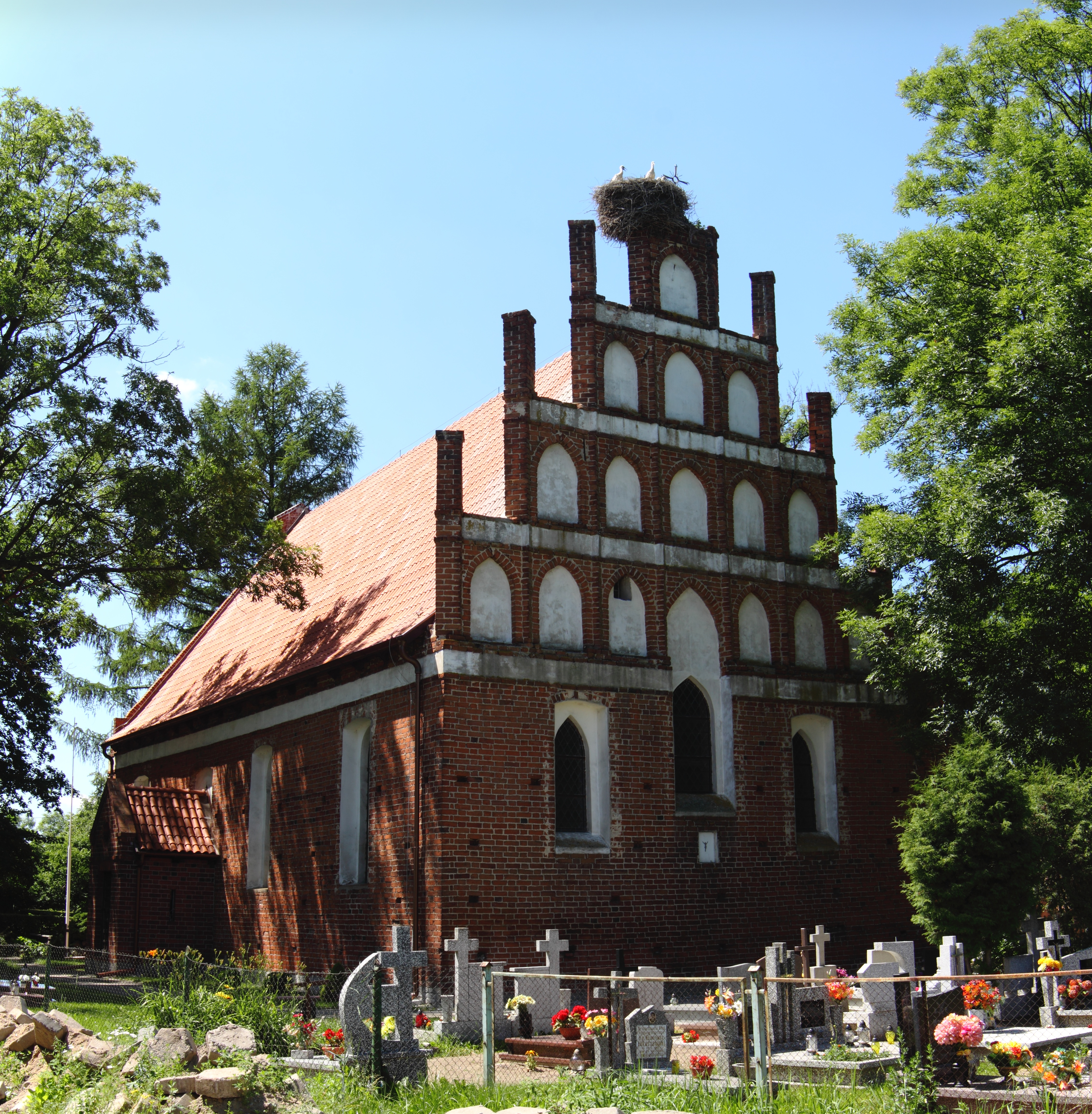
Kirche in Stara Kościelnica
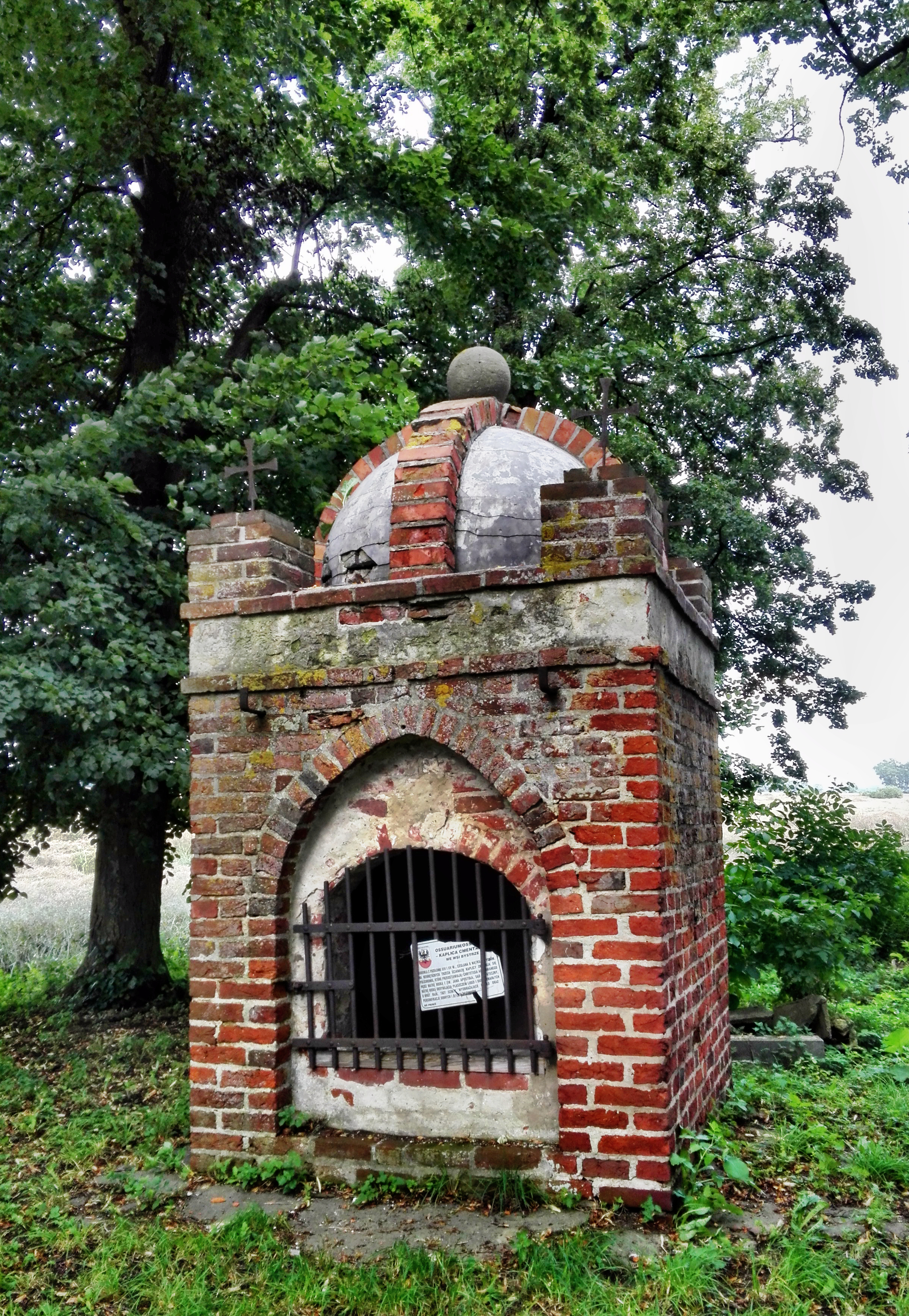
Friedhofsgruft in Bystrze

## Persönlichkeiten
- Peter von der Osten-Sacken (1940–2022), evangelischer Theologe, geboren in Gnojau